# RTP2
RTP2 è il secondo canale televisivo della azienda radiotelevisiva pubblica RTP.

## Storia
Le sue trasmissioni sono iniziate il 25 dicembre del 1968. Dal 5 gennaio 2004 al 19 marzo 2007 questo canale ha preso il nome di 2:. Dal 14 maggio 2012 diventa il primo canale gratuito portoghese a trasmettere stabilmente in 16:9.

## Programmazione
Questo canale è dedicato alla cultura, ai documentari, ai contenuti europei e alla programmazione per bambini.

## Loghi

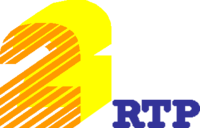
Logo di RTP2 dal 21 marzo a luglio 1983
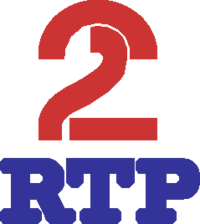
Logo di RTP2 utilizzato nel 1986
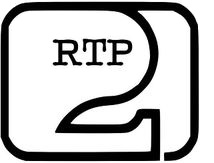
Logo di RTP2 dal 13 ottobre 1986 al 1º dicembre 1988
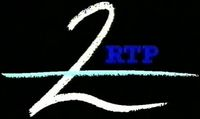
Logo di RTP2 dal 17 settembre 1990 al 13 settembre 1992
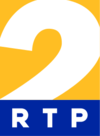
Logo di RTP2 dal 29 aprile 1996 all'11 ottobre 1998
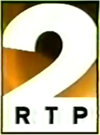
Logo di RTP2 dal 12 ottobre 1998 al 27 gennaio 2002
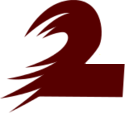
Logo di RTP2 dal 28 gennaio 2002 al 4 gennaio 2004
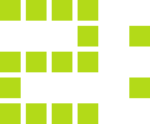
Logo di A Dois dal 5 gennaio 2004 al 18 marzo 2007
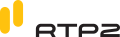
Logo di RTP2 dal 19 marzo 2007 all'8 maggio 2016
Logo di RTP2 in uso dal 9 maggio 2016